# Gates McFadden
Cheryl Gates McFadden (ur. 2 marca 1949 w Akron, Ohio, USA) – amerykańska aktorka, występowała w roli lekarki dr Beverly Crusher w serialu Star Trek: Następne pokolenie.
Zanim wystąpiła w serialu zajmowała się choreografią. Wystąpiła też w filmie Polowanie na Czerwony Październik jako żona Jacka Ryana. Brent Spiner jest ojcem chrzestnym jej syna. Ma dwa domy: jeden w Los Angeles, drugi na południu Francji, gdzie wraz z mężem zajmuje się restaurowaniem starego teatru.
W 2006 r. Microsoft zaangażował ją do swojej kampanii reklamowej.